# Loučka (ort i Tjeckien, Olomouc, lat 49,66, long 17,01)
Loučka är en ort i Tjeckien.   Den ligger i regionen Olomouc, i den östra delen av landet, 190 km öster om huvudstaden Prag. Loučka ligger 362 meter över havet och antalet invånare är 223.
Terrängen runt Loučka är huvudsakligen platt, men åt nordväst är den kuperad. Runt Loučka är det ganska tätbefolkat, med 75 invånare per kvadratkilometer. Närmaste större samhälle är Olomouc, 18,6 km öster om Loučka. Trakten runt Loučka består till största delen av jordbruksmark.